# Franco Jara
Franco Daniel Jara ( Pronunciado Yara ) (Villa María, 15 de Julho de 1988) é um Futebolista argentino que joga como atacante. Atualmente está sem clube.

## Carreira de Clubes
Jara fez a sua estreia pelo Arsenal de Sarandí numa derrota caseira de 0–1 contra os Argentinos Juniors a 23 de Maio de 2008. Marcou o seu primeiro golo for the clube a 10 de Abril de 2009 num empate 1–1 com o Colón.
A 30 de Janeiro de 2010, Jara assinou um contrato com a duração de 5 anos com o Benfica por uma verba no valor de 5,5 milhões de euros paga ao Arsenal de Sarandí, num vínculo efectivo a partir de 1 de Julho de 2010, ainda dependente de exames médicos.. No dia 21 de Agosto foi falado pelo Benfica que este ia rumar a Espanha por empréstimo.

## Carreira Internacional
A 19 de Janeiro de 2010 Jara foi convocado pela Selecção Argentina para um jogo amigável contra a Costa Rica. O encontro terminou 3–2 com Jara a marcar o golo da vitória na partida.. Fez a sua segunda internacionalização no dia 10 de Fevereiro de 2010 numa vitória por 2-1 contra a Jamaica.

## Títulos
Benfica
- Taça da Liga: 2010–11

Olympiakos
- Campeonato Grego: 2014–15
- Copa da Grécia: 2014–15

Pachuca
- Liga dos Campeões da CONCACAF: 2016–17
- Campeonato Mexicano: 2016 (Clausura)